# Товака рудохвоста
Товака рудохвоста (Chamaeza ruficauda) — вид горобцеподібних птахів родини мурахоловових (Formicariidae).

## Поширення
Вид поширений в Південній Америці. Трапляється на південному сході Бразилії та півночі Аргентини (провінція Місьйонес). Мешкає у тропічному атлантичному лісі.

## Опис
Птах завдовжки 19 см, вагою 63—125 г. Тіло міцне з короткими закругленими крилами, довгими і сильними ніжками та коротким квадратним хвостом. Верхня частина тіла коричневого забарвлення з рудим відтінком. Крижі червонуватого кольору. Область між дзьобом та очима чорна, утворюючи маску, підкреслену зверху білою бровою. Горло біле. Груди, черево, боки строкаті, чорно-білого кольору. Дзьоб чорнуватого кольору.

## Спосіб життя
Мешкає у вологих лісах з густим підліском. Трапляється поодинці або парами. Більшу частину дня проводить на землі, шукаючи поживу, рухаючись досить повільно і обережно, готовий сховатися в гущавині підліску за найменшої небезпеки. Живиться комахами та іншими дрібними безхребетними.